# Alice's Wild West Show
Alice's Wild West Show é um curta-metragem de animação estadunidense de 1924, lançado como parte da série Alice Comedies.